# 2531 Cambridge
För andra betydelser, se Cambridge (olika betydelser).
2531 Cambridge eller 1980 LD är en asteroid i huvudbältet som upptäcktes den 11 juni 1980 av den  amerikanske astronomen Edward L.G. Bowell vid Anderson Mesa Station. Den är uppkallad efter Universitetet i Cambridge.
Asteroiden har en diameter på ungefär 22 kilometer och den tillhör asteroidgruppen Eos.